# Ісії Йосінобу
Ісії Йосінобу (яп. 石井 義信, нар. 13 березня 1939, Хіросіма —) — японський футболіст, що грав на позиції півзахисника.

## Клубна кар'єра
Грав за команду Тою Когю, Фудзіта.

## Виступи за збірну
Дебютував 1962 року в офіційних матчах у складі національної збірної Японії. У формі головної команди країни зіграв 1 матч.

## Статистика
Статистика виступів у національній збірній.
| Збірна Японії | Збірна Японії | Збірна Японії |
| Роки          | Ігри          | голи          |
| ------------- | ------------- | ------------- |
| 1962          | 1             | 0             |
| Усього        | 1             | 0             |